# Albert Göring
Albert Günther Göring, född 9 mars 1895 i Friedenau, död 20 december 1966 i München, var en tysk affärsman, känd för att ha hjälpt hundratals, måhända tusentals, judar och dissidenter att överleva i Tyskland under andra världskriget.

## Familj
Albert Göring var det femte och yngsta barnet till diplomaten Heinrich Ernst Göring och hans maka Franziska "Fanny" Tiefenbrunn. Albert Görings äldre bror var Hermann Göring. Trots att han var bror med Hermann Göring stod han på motsatta sidan under andra världskriget och motarbetade nazismen.